# Distretto di San Damián
Il distretto di San Damian è uno dei trentadue distretti della provincia di Huarochirí, in Perù. Si trova nella regione di Lima e si estende su una superficie di 343,22 chilometri quadrati.
Ha per capitale la città di San Damian.